# Монголо-татарское вторжение в Дагестан
Монгольское вторжение в Дагестан — вторжение войск монголов на территорию Дагестана, начатое в годы правления Чингисхана.

## Первое вторжение

### Захват Дербента и Анди
Опустошив и разорив часть Грузии, монголо-татары направились в Ширван и захватили Шемаху. Вот как описывает Ибн аль-Асир взятие Шемахи: «Татары осадили… город Шемаху. Жители его бились с ними и упорно выносили осаду… Бой свирепствовал три дня, и близка была гибель их… и тогда жители сказали друг другу: „Нельзя уйти от меча: для нас первое дело стойкость, умрем почётно“». Однако ослабевшие жители не выдержали натиска численно превосходящих сил монголо-татар. Город был взят приступом, затем опустошён и разграблен завоевателями, большое количество жителей было истреблено. После взятия Шемахи в 1222 году монголо-татары отправились в сторону Дербента, через который они намеревались пройти на Северный Кавказ. Но через сильно укреплённый Дербент пройти им не удалось.
Об этом пишет Рашид ад-Дин: «Так как проход через Дербент был невозможен, то они — монголо-татары — послали к ширваншаху (сказать): Пришли несколько человек, чтобы нам заключить мирный договор. Он прислал 10 человек из старейшин своего народа; одного они убили, а другим сказали: Если вы укажете нам дорогу через это ущелье, то мы пощадим вам жизнь, если же нет, то вас также убьём. Те из страха за свою жизнь указали (путь), и они (монголы) прошли».
С этим описанием почти дословно совпадает сообщение Ибн-ал-Асира. «Монголо-татары, — пишет он, — захотели перейти Дербенд, но не смогли это сделать. Тогда они послали к ширваншаху, царю Дербсида-Ширвана, сказать ему, чтобы он прислал к ним посла, который бы заключил с ними мир, и тот послал десять человек из своих высокопоставленных лиц. Татары убили одного, а остальным сказали: „Если вы укажете дорогу, по которой мы могли бы перейти его, Дербенд, то вам будет дан аман, в противном случае мы вас убьём, как мы убили этого человека. И те показали дорогу“. Менее подробны свидетельства другого персидского историка Джувейи: „Когда он (отряд монголо-татар) прибыл в Дербенд и никто не сообщил, что здесь какое-нибудь войско проходило или вступало в бой, они прибегнули к хитрости и прошли через него (ущелье)“».
Несколько иное описание даёт Киракос Гандзакеци. «Из Грузии, — пишет он, — монголо-татары направились к Дербентским воротам с намерением возвратиться восвояси. Однако таджики, владевшие Дербентом, не пропустили их». Этими «таджиками», возможно, были 50000 дружественных хорезмшахам кипчаков, захвативших Дербент и отрезавших монголам путь на север. С этим можно согласиться, поскольку кипчакские племена, как указывает арабский историк ан-Насави, были связаны с хорезмшахами «дружбой и любовью», что, видимо, послужило причиной враждебности монголо-татар к кипчакам, так как последние были, как отмечает тот же автор, и «корнем их (хорезмшахов) славы и основой многочисленности их войск».
Однако сообщение Киракоса Гандзакеци ещё не дает основания считать, что Дербент обороняли только кипчаки. Возможно, Киракос Гандзакеци под «таджиками» имел в виду самих жителей Дербента, которые мужественно обороняли город и не пропустили врага. Кроме того, если бы кипчаки обороняли Дербент, то такие осведомлённые авторы, как Ибн-ал-Асир и Рашид-ад-дин, несомненно, сказали бы об этом. Что же касается 50000 кипчаков, о которых говорит ан-Насави, здесь, по всей вероятности, речь идёт о кипчаках, которые пришли к Дербенту уже позднее по просьбе хорезмшаха Джалал-ад-дина с целью захватить город и укрепиться здесь против монголов, что не имело успеха.
Итак, когда монголо-татары убедились, что через Дербент пройти им не удастся, то, как свидетельствует Киракос Гандзакеци, «убийствами и угрозами узнав у заложников обходную дорогу, по неприступным местам перешли Кавказские горы, заваливая пропасти деревом, камнями, бросая туда свой багаж, даже лошадей и военное снаряжение, и таким образом прошли обратно на свою родину». Сведения Киракоса Гандзакеци подтверждаются другим армянским историком Себастаци, который пишет, что когда жители «Дербента не пропустили их — монголов, тогда они пересекли труднопроходимые места Кавказских гор и ушли». В создавшейся ситуации единственной дорогой, по которой монголы могли выйти на Северный Кавказ, была дорога через внутренний Дагестан по труднопроходимым горам, по которой с большими трудностями, заваливая пропасти деревом, багажом своим, даже лошадьми и снаряжением, прошли завоеватели.
Здесь можно было бы допустить, что монголо-татары, обойдя Дербент, могли выйти на прибрежную часть Дагестана, но приведенные сведения Киракоса Гандзакеци и Себастаци дают нам основание говорить о том, что монголо-татары прошли именно через внутренний Дагестан. «Пройдя Дербенд-Ширван, — писал Ибн-ал-Асир, — татары вступили в области, в которых много народностей: аланов, лакзов и несколько тюркских племен (таифа), ограбили и убили много лакзов-мусульман и неверующих, произвели резню среди встретивших их враждебно жителей тех стран и дошли до аланов, состоявших из многих народностей». Из этих строк можно сделать вывод о том, что народы Дагестана самоотверженно боролись против монголо-татар. Устраивали засады, решительно вступали в бой с превосходящими силами врага.
Из-за отсутствия достоверных сведений не представляется возможным установить точный маршрут продвижения монголо-татар через Нагорный Дагестан при первом походе в 1222 года. По мнению известного краеведа Б. Малачиханова, монголо-татары могли пройти на Северный Кавказ только через внутренний Дагестан по маршруту р. Самур—Курах—Кумух—Чох—Гидатль и Чечня. «Мы рассматриваем трассу,— подчеркивает он,— как чрезвычайно важный стратегический путь с Юга на Северный Кавказ в обход Дербента и всей приморской узкой полосы, и не могло ли случиться, что в первый свой приход на Кавказ в 1222 году монголы шли на север именно по этому пути через Кумух».
Конечный пункт, где побывали монголо-татары при первом походе через Дагестан, это Анди. В пользу данного предположения говорят и предания, которые сохранились в этих местах. В частности, в одном из них говорится, что путь монголам преградили андийцы, и вблизи селения произошло кровопролитное сражение. Горцы, несмотря на проявленное мужество, были разбиты. Монголы, уходя, оставили здесь своего ставленника по имени Елук, с которым местные жители связывают строительство в этих местах крепости и укреплённых населённых пунктов Рикваки и Ашали. Ныне в селе Гагатли сохранился род Елукилал, происхождение которого связывают с именем монгольского ставленника Елука.
Выбравшись с большими трудностями и ценой значительных потерь из Дагестана, монголо-татары двинулись дальше на север и «прибыли к аланам — народу многочисленному, к которому уже дошло известие о них».
Первый поход монгольских войск показал, что ни в одном регионе не удалось организовать эффективные коллективные усилия по организации сопротивления. Отсутствие единства, политическая раздробленность и междоусобицы вот что могли «противопоставить» потоку хорошо организованной сплочённой монгольской армии правители завоёванных земель.

### Битва За Гази-Кумух
Политика хорезмшаха Джалаладдина, преследуемого монгольскими отрядами, может служить иллюстрацией к сказанному. Он вступил в борьбу с завоевателями, но вместо создания антимонгольской коалиции он начал военные действия против Ирана, закавказских государств, захватил Тебриз, Тбилиси и Двин. Изгнанный в 1226 г. армянскими и грузинскими войсками из своих стран, Джалаладдин задумал захватить Дербент с помощью призванных им на помощь кипчаков. Они «стали разорять поселения Дербента вне его стены. Последствия уничтожений и разрушений были таковы, что казалось, что вчера здесь не было ничего».
Всё это вызывало массовое недовольство населения. По сообщению Рашидаддина, народы Кавказа выступили против действий хорезмшаха: среди них историк называет «сериров и лезгин», подчёркивая тем самым участие горцев Дагестана в этой борьбе.
Героические усилия местного населения жестоко подавлялись, расправы над некоторыми или покорёнными селениями носили массовый характер. Как писал известный востоковед И. П. Петрушевский, «… при чингизовских завоеваниях мы видим уже не стихийные жестокости и разрушения, а организованные приёмы массового истребления мирного населения, опустошение целых районов, применявшиеся чингизовыми полководцами. Это была целая система террора, проводившаяся сверху и имевшая целью организованное истребление способных к сопротивлению элементов населения, запугивания мирных жителей и создание массовой паники в завоёванных районах». Выдающийся русский историк С. М. Соловьёв отметил, что «по приказанию Чингисхана не должно щадить именья и жизни врагов, потому что плод пощады сожаления».

## Второе вторжение

### Южный Дагестан
Весной 1239 года от огромного войска, осаждавшего город Магас, столицу Алании, отделился отряд под командованием Букдая. Пройдя весь Северный и Приморский Дагестан, он свернул в районы Дербента. Так монголы вновь ворвались в Дагестан, «что должно было не только обеспечить тыл улуса Джучи с этой стороны, но и создать плацдарм для вторжения его войск в Закавказье через Дербентский проход». Рашид ад-дин пишет о монголах, что весной 1239 году, «назначив войско для похода, они поручили его Букдаю и послали его к Тимур-Кахалка с тем, чтобы он занял и область Авир». Тимур Кахалка (в пер. с монгольского «Железные ворота»), упоминаемый здесь, это Дербент, который был взят и разрушен. Монах-минорит Гильом де Рубрук, посетивший город в 1253 году, писал, что «… татары разрушили верхушки башен и бойницы стен, сравняв башни со стеною. Внизу этого города земля считалась прежде за настоящий рай земной».
В настоящее время обоснованно отвергнуто мнение Рубрука о разрушении башен, но это не значит, что запустение города не было связано с монгольскими завоеваниями. Арабский географ Абул-Фида (ум. в 1357 году) писал, что «… со слов некоторых путешественников, Баб ал-хадид это городок, подобный деревням на Хазарском море… Баб ал-хадид незначительный, мало населённый, маленький городок». Это было итогом пребывания монгол в Дербенте.
Монгольский отряд, отправившийся из Дербента, избрал маршрут Дербент-Хив (или Курах)-Рича-Чираг-Гумик. Сохранившиеся до сих пор остатки мечети XII—XIII вв. в Хиве это, по всей вероятности, последствие пребывания здесь монгольских отрядов, наказавших жителей за защиту своего селения. Упорное сопротивление завоевателям оказало селение Рича, в то время столица маленького феодального владения. Защита селения Рича — одна из самых ярких страниц освободительной борьбы народов Дагестана. В стене старой ричинской соборной мечети XI—XII вв. до сих пор сохранились надписи, зафиксировавшие трагические события тех дней и доведшие до нас известия о мужественной борьбе жителей Рича и соседних селений). Первая надпись рассказывает: «Пришло войско татар да не будет им от Аллаха большого передела, в Баб ал-Кист Риджу („в ворота справедливости Ричу“), когда от месяца раби алаввал оставалось десять дней. Затем воевали с ними жители Риджи до середины раби ал-ахира шестьсот тридцать седьмого года». Если перевести даты на современное летоисчисление, то выясняется, что сражение в Рича началось 20 октября 1239 года и закончилось примерно 15 ноября этого же года. Таким образом, селение героически сопротивлялось 27 дней. Это позволяет предположить, что ричинцам активно помогали жители многих соседних селений.
Если первая надпись повествует о военных событиях в целом, то вторая зафиксировала разрушение селения и мечети: «Эту соборную мечеть Баб ал-Кист Риджи разрушило татарское войско в то время, когда разрушили курд Риджу в месяц раби ал-ахир… шестьсот тридцать седьмого года», то есть в ноябре 1239 года. В тексте употреблено слово курд, что у местного населения (агулов) означало крупный населённый пункт. Третья надпись уточняет дату разрушения селения это «когда оставалось девять дней месяца раби ал-авал», то есть 12 октября 1239 года, через день после штурма.
Вероятно, защитники селения обосновались за стенами соборной мечети, где выдержали натиск в течение 27 дней. Мечеть подверглась разрушению, была сожжена. Следы пожара сохранились до наших дней. Пребывание монгольских отрядов в Южном Дагестане нашло отражение в топонимической номенклатуре: Татарханхюр («селение Татархана» или «селение татарского хана»), Магуде-ре (то есть «Магьу-ущелье», что может быть переведено как «монгольское ущелье» или «тюркское ущелье»), квартал «Татарар» («татары») в сел. Даркуш.
Таким образом, события осени 1239 года, зафиксированные в эпиграфическом материале из сел. Рича, и события начала 1240 года, о которых рассказано выше, взаимосвязаны и представляют собой два эпизода из военных акций, предпринятых монголами в районы Центрального Дагестана. Весь комплекс приведённых выше материалов даёт основание полагать после захвата и разорения селения Рича монголы воспользовались перевальной дорогой, что к западу от Рича, ведущей к верховьям р. Казикумухское Койсу, вторглись в земли лакцев и в начале апреля 1240 года штурмом взяли Кумух (Гумик, Кумук). Несмотря на отчаянные попытки завоевать ключевые позиции в горных районах Северного Кавказа, продолжавшиеся четыре года, монголо-татарским войскам не удалось покорить во многих местах местное население. Вторжение 1239—1240 гг. в районы Центрального Дагестана также не укрепило здесь позиций монгольских отрядов. В последующем мы уже не имеем сообщений о том, что власть монголов здесь утвердилась. Напротив, источники свидетельствуют о том, что внутренние районы Дагестана очень быстро освободились из-под власти завоевателей. В июле 1241 года, как повествует надпись из селения Рича, здесь уже местный правитель строит крепость, а в 1250 году восстанавливается ричинская мечеть.

### Захват Шамхальства
Обосновавшись в Дербенте, монголы предприняли попытку проникнуть в глубь гор (в «область Авир») с целью обеспечить там самим себе надёжность пребывания в равнинной и предгорной полосе. Одна из таких попыток была предпринята осенью 1239 года, когда удалось воспользоваться междоусобицами дагестанских правителей. Дагестанская историческая хроника «Тарих Дагестан» фиксирует: «между эмирами Гумика и султанами Хайдака разбилось зеркало согласия усилиями сатаны наиболее заклятого из врагов, упрямство разъединило их, ибо исчезла добродетель среди людей и распространилась ложь, зло и порок. В этих распрях не осталось места ни благоразумию, ни здравому смыслу».
В этих распрях, продолжает составитель хроник, султаны Хайдака потерпели поражение, были вынуждены бежать в Аварию, с правителями которой заключили «… союз делить добро и зло при всех обстоятельствах. В это время между правителями Аварии и эмирами Гумика началась страшная война и сатанинские распри». Правитель Аварии отправил посольство «к Султану Каутар-шаху, в страну тюрк» (вероятно в Дербент), и в итоге было заключено двустороннее соглашение «между собой в дружбе и добрососедстве, оказывать взаимную помощь в борьбе с врагами», причём соглашение было подкреплено родственными узами. Во исполнения этого соглашения «… пошёл Каутаршах на Гумик с войсками тюрок с восточной стороны», а войска «вилайата Авар» и Хайдака «с западной стороны».
Таким образом получается, что Монголы застали дагестанские государства в момент их междоусобицы. «Каутар-шах тогда повел своих турок с востока, а Саратан с князьями Хайдакскими направил войска аварские с запада против Кумуха, куда они прибыли во вторник 1-го Рамазана в дни Нажмудина». Далее Мухаммед Рафи отмечает, что «обитатели Кумуха сражались с большим мужеством, и последние защитники крепости — 70 юношей — пали мучениками. Эти заняли укрепления выше мечети Кикули и обязали себя клятвой сражаться и пожертвовать имуществом, жизнью, телами. Когда эти юноши исполнили свой долг в укреплении, оба князья Саратан и Каутар опустошили Кумух в субботу месяца Сафар… и все князья Кумухские, происходящие от Хамзы, рассеялись по разным частям света…» При обороне Кумуха шамхальство-арабское войско потеряло 1033 воина. Судя по «Тарихи Дагестана», арабская династия Кумуха была пресечена и, следовательно, Шамхальство было захвачено монголо-татарами. Под Каутар-шахом здесь следует понимать монгольского предводителя. Страна тюрков, принявшая активное участие в войне Аварии и Кайтагских эмиров против Кумуха, как полагает исследователь И. Ш. Гусейнов, — это Золотая Орда.

### Монголы и Аварское ханство
Выше уже приводилось высказывание Рашидаддина о том, что Букдай был послан для подчинения Дербента и потом «область Авир». Под Авиром следует понимать Аварию, а в данном случае, возможно, Нагорный Дагестан вообще. Что касается Аварии, то о проникновении туда монголо-татар ни в местных, ни в восточных, ни в закавказских источниках нет никаких известий. Некоторые исследователи, в частности А. Е. Криштопа и Р. М. Магомедов, при отсутствии сведений о вторжении монгол в горы Дагестана приходят к выводу о том, что зависимость горных районов Дагестана была кратковременной, несмотря на временные успехи монголо-татар (Магомедов Р. М., Криштопа А. Е., 1978). Однако неоспоримых источников для подобных утверждений также нет. Более того, по сообщению европейского путешественника Плано Карпини, в числе народов, покорённых монголами в XIII веке, перечисляются лишь кумухцы, аланы, тарки и черкесы. К сожалению, арабские источники, оставившие ценные сведения о героической борьбе жителей селений Рича и Гумика и их союзников, не сообщают о дальнейшем маршруте монголо-татарских войск. Нет в этих источниках известий о пребывании завоевателей в Аварии. Однако грузинская хроника «Картлис Цховреба» рассказывает, что при грузинском царе Давиде (1223—1269) «предводитель монголов Ала Темур по Белоканской дороге вступил в Гундзети, царь гундзов (гундзи, хундзи, хуюахцы) преградил ему путь, но монголы победили, прошли гундзскую страну и пришли к монгольскому хакану».
О том, что победоносная монгольская армия не покорила Аварию, пишет и известный кавказовед Л. И. Лавров. Подобное, очевидно, могло иметь место по причине промонгольской ориентации новых правителей Аварии — нуцалов. Для монголов, завоевавших огромные территории Азии и Европы, покорение Аварии, видимо, не являлось проблемой. Однако иметь с Аварией дружеские взаимоотношения, а возможно, и военный союз, было для монголов более предпочтительным решением проблемы
Магомедов А. Г. подтверждает эту версию. Он сообщает, что согласно свидетельству Рашид-ад-дина, осенью 1242 года монголы предприняли поход в Горный Дагестан. По всей видимости, они проникли туда через Грузию. Однако путь завоевателям преградили аварцы во главе с аварским ханом. Все попытки монголов покорить Горный Дагестан не имели успеха.
Изначально установившиеся мирные взаимоотношения между монголами и Аварией могут быть связаны и с исторической памятью монголов. Они, очевидно, имели информацию о воинственном Аварском каганате, сложившемся в IV в. на древней территории Монголии, где впоследствии зародилась и империя Чингис-хана. Возможно, сознание единства прародины двух народов и определило лояльное отношение монголов к аварам, которых они могли воспринять как древних соплеменников, оказавшихся на Кавказе задолго до них.
С покровительством монголов, очевидно, следует связывать и отмечаемое в источниках резкое расширение границ государства и развитие хозяйственной деятельности в Аварии. В одном из подобных источников монгольской эпохи отмечается: «Знаете, что Дагестан — прекрасная страна, благословенная для своих обитателей, грозная для других и изобилующая богатствами, благодаря справедливости народа. В этой стране много городов, много владений и три земли: Авар, Сахль и Зирихгеран… Во владении аварском, иначе называется Танус, это есть самое могущественное из дагестанских владений… жил государь… имя его было Суракат».
Таким образом, новая правящая династия Аварии — Нуцалы, опираясь на могущество монголов, очевидно, и положила конец династии царей Серира и путём государственного переворота навязала Аварии новых правителей — нуцалов, которых впоследствии, также по монгольским традициям, стали именовать ханами. Аварские ханы, очевидно, не без помощи монголов распространяли свою власть далеко за пределы Аварии. Как сообщает древний историк Мухаммед Рафи, «аварский хан получал доход со всех владений, и ему посылались все подати налогами и десятинами от всех обитателей Дагестана, начиная от страны черкесов до Шемахи». Примечательно также, что в 1313 г. Мухаммед Рафи писал, что в «благословенной прекрасной дагестанской стране существовали многие виды податей… от всех обитателей страны в пользу „презренных государей“, „творцов жестоких дел“». Презренными, очевидно, оставались аварские нуцалы, выступавшие, судя по местным хроникам, узурпаторами власти в царстве Серир.
Золотоордынские ханы, желая привязать к себе труднодоступные земли Аварии и этим обеспечить контроль над значительной частью Восточного Кавказа, возможно, и передали под власть правителей последнего обширные равнинные и предгорные территории на Северо-Восточном Кавказе. Об этом можно судить и из сообщений Хамдуллы Казвини, который отмечает о довольно обширных размерах Аварии в начале XIV в. (протяженностью якобы в один месяц пути), объединявшей равнинные и горные районы. Крупным политическим образованием, включившим в свой состав даже Табасаран, считал Аварию и поэт Бадр Ширвани. Об этом пишет и Хамдулла Казвини, который отмечает, что «табасаранцы всегда в составе Авара». Из всего сказанного следует, что аварские правители при поддержке Золотой Орды распространили свою власть на стратегически важные для монголов территории, которые с гор контролировать было легче, чем с равнины.
И, наконец, о прочных связях Аварии с монголами во второй половине XIV в. свидетельствует хранившаяся в архиве аварских ханов грамота от имени «татарского» князя «Бахти». По поводу этой грамоты Умма-хан, Нуцал IV, Аварский, сообщил якобы русским офицерам, что «авары», подданные его предка, «бунтовались» против последнего и «его из владения своего выгнали». Речь, очевидно, идет об Амир-Султане. Лишённый трона предков Умма-хан отправился в Орду и, получив там «войска в помощь», возвратился в горы, «подданных своих смирил и успокоил». Он таким образом над аварами укрепился, а письмо укрепительное, которое он из Орды с собой принёс, и ныне ещё в его, то есть Умма-хана, в «охранении».
Разобравшись в общей военно-политической ситуации на Кавказе с нашествием монголов, местная оппозиция царю Серира с помощью тюрок-наёмников, которые составляли основное ядро дружины царя Серира, установила в Аварии новую власть нуцалов. Ориентация новых правителей страны на монголо-татар и определила значительное расширение территории государства, а также отмечаемые письменными источниками успехи в развитии хозяйственной деятельности местных народов.
Таким образом, мнения историков о гнёте монголов на завоеванных территориях, в том числе и в Аварии, вызывают большие сомнения, поскольку не находят подтверждения. Промонгольская ориентация новых правителей (нуцалов) Аварии и служила, очевидно, гарантией безопасности страны от возможных внешних вторжений, в том числе и от самих монголов. Монголо-татары, имея политическое влияние на Аварию, способствовали и развитию феодализма в стране, о чём может свидетельствовать распространение титулов новых правителей под названием нуцалы и ханы. Новые, монгольские по происхождению титулы не могли быть приняты местными правителями без их влияния. С ними связана и распространённая в Аварии практика раздачи грамот и ярлыков монголами на право правления.

## Итоги вторжения
Одним из главных событий в результате вторжения монголов является смена правящей династии в шамхальстве. Арабская династия была пресечена монголами в 1239 году и в скором времени была заменена монгольской династией — Джучидами.
Изучение источников показывает, что монгольская власть во многих районах Северного Кавказа не была продолжительной. В середине XIII века, со слов Плано Карпини здесь имелись земли, «доселе ещё не подчинённые им», то есть монголам, а Рубрук (он писал о положении дел в 1253—1255 гг.) среди непокорённых народов называет адыгов (Черкесия) («зикия», «черкесы»), чеченцев и дагестанцев («лезги»). Аланы и черкесы, писал он, борются против татар, и «некие сарацины, именуемые лесгами, равным образом не подчинены татарам».
В 1256 году подобное положение сохраняется, ибо Рубрук, возвращаясь через Дербент, ещё раз упоминает о «сарацинах по имени лесги», горцах, которые живут между морем и горами и «также не покорены, так что татарам, жившим у подошвы гор аланов, надлежало дать им 20 человек, чтобы проводить нас за Железные ворота», то есть за Дербент.
Если основная часть Дагестана оставалась независимой, то Дербент с прилегающей равнинной полосой к 1256 г., то есть к началу образования государства Хулагуидов, находился в составе Золотой Орды. В районах, подпавших под власть монголов, они установили общую для государства систему эксплуатации. Как сообщают грузинские источники, «Батый поручил своему чиновнику Аргуну отправляться по всей монгольской империи, чтобы сделать перепись. С этой целью Аргун отправился и произвёл перепись всей Руси, Хазарии, Овсетии, Кипчакетии до самого Бжлети (севера)».
Вскоре народам Дагестана, да и Северного Кавказа в целом пришлось испытать на себе противоборство двух больших и могучих государств, образовавшихся на месте ранее единой империи Чингисхана.